# Tones and I
Pour les articles homonymes, voir Tones.
Toni Watson, plus connue sous le pseudonyme Tones and I, est une chanteuse australienne, née à une date incertaine à Mount Martha, dans l'État du Victoria. Après avoir vécu dans une certaine précarité, elle rencontre un succès planétaire avec son single Dance Monkey.

## Biographie
Des dates et années de naissance très différentes sont données par plusieurs sources d'information différentes, avançant notamment le 13 mai 1993 et les 13 et 15 août 2000 ; bien que certaines photos et vidéos postées dans les années 2000 laissent supposer qu'elle est née avant 2000, rien n'a été confirmé par la chanteuse,. Toni Watson a grandi à Mount Martha dans la péninsule de Mornington en Australie,,.
Tones and I apprend à jouer du piano et du sampleur à l'école secondaire. Elle joue du clavier pendant toute sa scolarité, mais ne maîtrise pas vraiment l'instrument jusqu'au jour où elle se procure une pédale loop et commence à s'entraîner tous les jours. À Melbourne, elle se produit dans la rue tout en travaillant dans un magasin de vêtements,.

## Les débuts
En 2009, sous son vrai nom Toni Watson, elle crée une page YouTube et poste des versions a cappella de reprises de chansons. Elle donne des concerts et participe à des festivals locaux comme le Let Go Fest.
Tones and I forme un duo en 2014,. Elle parcourt la côte est australienne avec ses synthétiseurs et une pédale de boucle pour se produire.
La première fois qu'elle chante dans la rue, elle rencontre Jackson Walkden-Brown, qui la repère tout de suite et deviendra son manager un mois plus tard,,. Pendant les deux années où la chanteuse se produisait dans la rue, ce dernier l'a invitée à dormir chez lui et lui prêtait son studio pour composer.

## Succès
En septembre 2017, l'autrice-compositrice-interprète se rend à Byron Bay — ville connue pour ses musiciens de rue — pour s'y produire,. Ainsi, elle commence à interpréter sa chanson Dance Monkey et le succès de ses prestations dans la rue l'amène à s'engager pleinement dans une carrière musicale.
La chanteuse passe l'année 2018 à vivre entre la maison de Walkden-Brown dans l'arrière-pays de Gold Coast et dans sa camionnette à Byron Bay, à écrire de la musique et à jouer à temps plein,. Plus tard cette année-là, elle gagne la Battle of the Buskers à Buskers by the Creek,.
En février 2019, Tones and I signe avec le label discographique Bad Batch Records/Sony Music Australia et un contrat de co-management avec Artists Only (appartenant à Walkden-Brown) et Lemon Tree Music (appartenant à Regan Lethbridge et David Morgan),,. Ce même mois, elle publie son premier single Johnny Run Away sur le site internet australien Unearthed, qui diffuse la musique d'artistes qui ne sont pas encore engagés par une maison de disques. La chanson est enregistrée avec le producteur australien Konstantin Kersting.
En mai 2019, elle enchaîne avec le single Dance Monkey qui connaît un succès international en se classant no 1 en Australie, en Nouvelle-Zélande, en Autriche, en Belgique, aux Pays-Bas, au Danemark, en Norvège, en Finlande, en Suède, en Allemagne, au Royaume-Uni, en Suisse, en Italie ou en France. Le single s'est hissé au sommet de Spotify et a battu tous les records Shazam.
En août 2019, elle sort un premier EP intitulé The Kids Are Coming.
Tones and I participe à la cérémonie des NRJ Music Awards 2019 où elle interprète sa chanson Dance Monkey.
En novembre 2019, son titre Dance Monkey bat le record de la longévité, 16 semaines, à la première place du classement des ventes de single en Australie qui était alors détenue par Ed Sheeran.
En mars 2020, alors que Tones and I se produit en Europe, la pandémie de coronavirus et les mesures prises par plusieurs gouvernements européens lui imposent de mettre un terme à sa tournée européenne.
Le 10 novembre 2020, Apple utilise son morceau Fly Away en introduction de la Keynote One More Thing.

## Discographie

### EP
| Titre                                                              | Détails de l'album                                                                                          | Meilleure position | Meilleure position | Meilleure position | Meilleure position | Meilleure position | Meilleure position | Meilleure position | Meilleure position | Meilleure position | Meilleure position | Ventes             | Certifications |
| Titre                                                              | Détails de l'album                                                                                          | [ 22 ]             | [ 23 ]             | [ 24 ]             | [ 25 ]             | [ 26 ]             | [ 27 ]             | [ 28 ]             | [ 29 ]             | [ 30 ]             | Billboard 200      | Ventes             | Certifications |
| ------------------------------------------------------------------ | --- | ------------------ | ------------------ | ------------------ | ------------------ | ------------------ | ------------------ | ------------------ | ------------------ | ------------------ | ------------------ | ------------------ | -------------- |
| The Kids Are Coming                                                | - Date de sortie : 30 août 2019 - Label : Bad Batch/Elektra, Warner Music - Formats : CD, streaming, vinyle | 3                  | 9                  | 8                  | 19                 | 31                 | 40                 | 3                  | 23                 | 15                 | 30                 | Australie : 35 000 | Australie : Or |
| « — » indique que le titre n'est pas sorti ou classé dans le pays. | |                    |                    |                    |                    |                    |                    |                    |                    |                    |                    |                    |                |

### Singles
| Titre                                                              | Année | Meilleure position | Meilleure position | Meilleure position | Meilleure position | Meilleure position | Meilleure position | Meilleure position | Meilleure position | Meilleure position | Meilleure position | Meilleure position | Meilleure position | Meilleure position | Meilleure position | Ventes | Certifications | Album                                 |
| Titre                                                              | Année | [ 33 ]             | [ 34 ]             | FL                 | WA                 | [ 37 ]             | [ 24 ]             | Hot 100            | [ 39 ]             | [ 27 ]             | [ 40 ]             | [ 41 ]             | [ 42 ]             | [ 43 ]             | [ 44 ]             | Ventes | Certifications | Album                                 |
| ------------------------------------------------------------------ | ----- | ------------------ | ------------------ | ------------------ | ------------------ | ------------------ | ------------------ | ------------------ | ------------------ | ------------------ | ------------------ | ------------------ | ------------------ | ------------------ | ------------------ | --- | --- | ------------------------------------- |
| Johnny Run Away                                                    | 2019  | 12                 | —                  | —                  | —                  | —                  | —                  | —                  | —                  | 83                 | —                  | —                  | —                  | —                  | —                  | Australie : 140 000 | Australie (ARIA) : 2 × Platine | The Kids Are Coming (EP)              |
| Dance Monkey                                                       | 2019  | 1                  | 1                  | 1                  | 1                  | 1                  | 1                  | 4                  | 1                  | 1                  | 1                  | 1                  | 1                  | 1                  | 1                  | Australie : 630 000 Allemagne : 1 000 000 Autriche : 90 000 Belgique : 120 000 Canada : 480 000 États-Unis : 1 000 000 Italie : 210 000 Nouvelle-Zélande : 90 000 Royaume-Uni : 1 200 000 | Allemagne (BVMI) : 2 × Platine · Australie (ARIA) : 9 × Platine · Autriche (IFPI) : 2 × Platine · Belgique (BEA) : 3 × Platine · Canada (MC) : 8 × Platine · Danemark (IFPI) : Platine · États-Unis (RIAA) : Platine · France (SNEP) : Diamant · Italie (FIMI) : 3 × Platine · Nouvelle-Zélande (RMNZ) : 3 × Platine · Royaume-Uni (BPI) : 2 × Platine · Suisse (IFPI) : 3 × Platine | The Kids Are Coming (EP)              |
| Never Seen The Rain                                                | 2019  | 7                  | 79                 | 7                  | 13                 | —                  | —                  | —                  | 71                 | 21                 | —                  | 36                 | 99                 | 69                 | 56                 | Australie : 210 000 Nouvelle-Zélande : 15 000 | Australie (ARIA) : 3 × Platine · Nouvelle-Zélande (RMNZ) : Or | The Kids Are Coming (EP)              |
| The Kids Are Coming                                                | 2019  | 65                 | —                  | —                  | —                  | —                  | —                  | —                  | —                  | —                  | —                  | —                  | —                  | —                  | —                  | | | The Kids Are Coming (EP)              |
| Bad Child                                                          | 2020  | 16                 | —                  | —                  | —                  | —                  | —                  | —                  | —                  | —                  | 20                 | —                  | —                  | 79                 | 73                 | | | Bad Child/Can't Be Happy All the Time |
| Can't Be Happy All the Time                                        | 2020  | —                  | —                  | —                  | —                  | —                  | —                  | —                  | —                  | —                  | —                  | —                  | —                  | —                  | —                  | | | Bad Child/Can't Be Happy All the Time |
| Ur So F**kInG cOoL                                                 | 2020  | —                  | —                  | —                  | —                  | —                  | —                  | —                  | —                  | —                  | —                  | —                  | —                  | —                  | —                  | | |                                       |
| « — » indique que le titre n'est pas sorti ou classé dans le pays. |       |                    |                    |                    |                    |                    |                    |                    |                    |                    |                    |                    |                    |                    |                    | | |                                       |

## Récompenses et nominations

### ARIA Music Awards
Les ARIA Music Awards sont une cérémonie de remise de prix annuelle qui reconnaît l'excellence, l'innovation et les réalisations dans tous les genres de musiques australiennes. Pour les prix 2019, Tones and I a été nommée pour huit prix et en a remporté quatre.
| Année | Travail nommé                                             | Catégorie                      | Résultat   |
| ----- | --------------------------------------------------------- | ------------------------------ | ---------- |
| 2019  | Dance Monkey                                              | Meilleure artiste féminine     | Lauréat    |
| 2019  | Dance Monkey                                              | Artiste révélation             | Lauréat    |
| 2019  | Dance Monkey                                              | Meilleure sortie pop           | Lauréat    |
| 2019  | Dance Monkey                                              | Chanson de l'année             | Nomination |
| 2019  | Liam Kelly & Nick Kozakis pour Tones and I – Dance Monkey | Meilleur clip                  | Nomination |
| 2019  | The Kids Are Coming                                       | Meilleure sortie d'indépendant | Lauréat    |
| 2019  | Konstantin Kersting pour Tones and I – Dance Monkey       | Ingénieur de l'année           | Nomination |
| 2019  | Konstantin Kersting pour Tones and I – Dance Monkey       | Producteur de l'année          | Nomination |

### Spotify Awards
| Année | Travail nommé | Catégorie                                           | Résultat   |
| ----- | ------------- | --------------------------------------------------- | ---------- |
| 2020  | Tones and I   | Plus grande augmentation de fans - artiste féminine | Nomination |
| 2020  | Tones and I   | Artiste émergent                                    | Lauréat    |

### NRJ Music Awards
| Année | Travail nommé | Récompense                                 | Résultat       |
| ----- | ------------- | ------------------------------------------ | -------------- |
| 2020  | Tones and I   | Artiste féminine internationale de l'année | En compétition |
|       |               |                                            |                |
|       |               |                                            |                |